# سیارک ۹۱۷۸
سیارک ۹۱۷۸ (به انگلیسی: 9178 Momoyo، نامگذاری:1991DU) نه هزار و صد و هفتاد و هشتمین سیارک کشف شده‌است که در ۲۳ فوریه ۱۹۹۱ کشف شد.